# Friedrich Immanuel Niethammer
Friedrich Philipp Immanuel Niethammer (Beilstein, 6 de março de 1766 — Munique, 1 de abril de 1848) foi um teólogo alemão, filósofo religioso e reformador da educação protestante.
Foi Niethammer quem cunhou a palavra "humanismo" (do alemão, Humanismus), sendo utilizada pela primeira vez em sua obra intitulada Der Streit des Philanthropinismus und des Humanismus (1808). Para ele, humanismo era a tendência de se destacar a importância do estudo das línguas e dos autores "clássicos" (latim e grego) para a formação da personalidade total, em oposição às escolas pedagógicas modernas.

## Biografia
Ele recebeu instrução no mosteiro Maulbronn e, em 1784, tornou-se aluno na Tübinger Stift, onde conheceu Friedrich Hölderlin (1770–1843), Georg Wilhelm Friedrich Hegel (1770–1831) e Friedrich Wilhelm Joseph Schelling (1775–1854). Em 1790 mudou-se para Jena, onde estudou filosofia kantiana com Karl Leonhard Reinhold (1757–1823). Posteriormente, ele se tornou professor associado de filosofia na Universidade de Jena, onde permaneceu até 1804. Em 1806, ele era o protestante Oberschulkommissar (administrador do ensino médio) da Francônia e, no ano seguinte, tornou-se comissário central de educação e membro do Consistório Geral Protestante da Baviera.
Em 1797, com Johann Gottlieb Fichte (1762–1814), Niethammer foi co-editor do Philosophische Journal. Em 1798, a revista publicou Forberg Entwicklung des Begriffs der Religion ("O desenvolvimento do conceito de religião") de Friedrich Karl, um ensaio que Fichte prefaciado com Über den unsers Grund Glaubens um eine Göttliche Weltregierung ("Fundamentos da nossa crença em um Governo Divino do Universo"). A reação ao artigo incluiu acusações de ateísmo, desencadeando o chamado Atheismusstreit (disputa do ateísmo) de 1798-99, um evento que acabou levando à saída de Fichte de Jena em 1799.
Em 1808, Niethammer publicou Der Streit des Philanthropinismus und des Humanismus in der Theorie des Erziehungs-Unterrichts unsrer Zeit ("A Disputa entre Filantropinismo e Humanismo na Teoria Educacional de Nosso Tempo"), um livro que foi uma reação ao filantropinismo, um livro educacional conceito que foi desenvolvido durante a Idade das Luzes. O filantropinismo valorizava a educação física e prática e rejeitava em grande parte o aprendizado mecânico dos clássicos. Niethammer concordou com os filantropos em que uma medida de autonomia era importante na educação, mas ele achava sua filosofia de ensino extrema demais. Ele acreditava que um senso de civismo e a civilidade eram vitais na educação de uma criança, e se esforçava para combinar o melhor do filantropinismo com o melhor do "humanismo", palavra que ele derivou de "humanitas" de Cícero.

## Trabalhos selecionados
- Ueber den Versuch einer Kritik aller Offenbarung; eine philosophische Abhandlung, 1792.
- Über Religion als Wissenschaft zur Bestimmung des Inhalts der Religionen und der Behandlungsart ihrer Urkunden, 1795
- Der Herausgeber des Philosophischen Journals gerichtliche Verantwortungsschriften: gegen die Anklage des Atheismus, (1799, a resposta de Fichte à acusação de ateísmo).
- Der Streit des Philanthropinismus und Humanismus in der Theorie des Erziehungs-Unterrichts unsrer Zeit, 1808.[6]